# 刘易斯·汤普森·普雷斯顿
刘易斯·汤普森·普雷斯顿（Lewis Thompson Preston，1926年8月5日—1995年5月4日）生於纽约市，美国银行家，曾任世界银行行长，逝世於华盛顿特区。
| 前任： 巴伯·B·科纳布尔 | 世界银行行长 1991年-1995年 | 繼任： 詹姆斯·沃尔芬森 |